# La mamma tatuata
La mamma tatuata è un romanzo per ragazzi della scrittrice inglese Jacqueline Wilson. Il titolo originale è un riferimento al libro L'uomo illustrato.

## Trama
Dolphin e Star sono due sorellastre di dieci e tredici anni che vivono con la loro madre Marigold in un piccolo appartamento londinese. Marigold è un'amante dei tatuaggi con problemi di alcolismo e un disturbo bipolare; mentre Dolphin le è molto affezionata, Star la trova imbarazzante per i suoi comportamenti irregolari e per i tatuaggi. A scuola Dolphin ha dei problemi a causa della sua dislessia e del bullismo, mentre Star è popolare e frequenta un ragazzo più grande. Dolphin fa poi amicizia con Oliver, un ragazzo timido e studioso a sua volta vittima dei compagni.
Marigold compra dei biglietti per la sua band preferita, gli Emerald City, con l'intenzione di trovare Micky, il padre di Star, di cui è ancora innamorata. Micky, che non sapeva dell'esistenza di Star, stringe con lei un rapporto affettivo, mentre Dolphin gli è diffidente in quanto ritiene che abbia abbandonato la madre e la figlia. Micky porta le tre a Londra per una giornata di divertimenti durante la quale Dolphin si sente ignorata; successivamente l'uomo, contro le aspettative di Marigold, le lascia nuovamente per tornare a casa propria a Brighton.
Nei giorni seguenti, Micky invia loro dei regali e Star va a passare il fine settimana con lui. Marigold, che sperava di riaccendere la sua relazione con l'uomo, resta sconvolta nello scoprire che ha una compagna con cui convive. Micky, che non ricambia i sentimenti di Marigold per i suoi disturbi mentali, invita Star e Dolphin a vivere con lui, ma solo Star accetta l'offerta. Dopo l'allontanamento della figlia, Marigold ha un esaurimento nervoso e si dipinge il corpo con della vernice tossica per nascondere i suoi tatuaggi. Dolphin chiama l'ambulanza e Marigold viene ricoverata per un certo periodo di tempo.
Oliver incoraggia Dolphin a contattare suo padre, di cui non sa nulla se non che si chiama anche lui Micky e che fa l'istruttore di nuoto. I due ragazzi riescono a rintracciarlo e l'uomo è felice di conoscerla; tuttavia, è già sposato con delle figlie, pertanto invece di accudirla decide di chiamare i servizi sociali per affidare Dolphin a loro. Dopo un'iniziale paura, la bambina si adatta alla famiglia a cui viene affidata e stringe un rapporto padre-figlia con Micky quando vanno a visitare Marigold in ospedale.
Star va a trovare Dolphin dopo aver scoperto cos'è successo alla madre e viene data anche lei in affido. Le due litigano, per poi riappacificarsi e andare insieme a trovare Marigold; nonostante la loro divisione, Deolphin decide che rimarranno sempre una famiglia.

## Adattamento
Dal libro è tratto un film con protagoniste Michelle Collins, Alice Connor e Holly Grainger. La sceneggiatura è di Debbie Isitt e il film è diretto da Cilla Ware.
Il dramma ha vinto il premio Children's BAFTA nel 2005.